# Ewigschneehorn
Das Ewigschneehorn (dialektal auch Ewigschneehoren) ist ein 3330 m ü. M. hoher Berg in den Berner Alpen. Er liegt am nordöstlichen Rand des UNESCO-Weltnaturerbes «Schweizer Alpen Jungfrau-Aletsch».

## Geografie
Drei Kilometer vom Bärglistock (3655 m ü. M.) auf dessen Ostgrat gelegen, ist das Ewigschneehorn ein Gipfel in der fast 15 Kilometer langen Bergkette, die sich über den Bächlistock (3246 m ü. M.) bis zum Juchlistock (2594 m ü. M.) im Grimselgebiet hinzieht. Über den Berggrat verläuft die Grenze zwischen den Gemeinden Innertkirchen und Guttannen. Vom Ewigschneehorn zieht der Grienbärgligrat (oder Grünbergligrat) gegen Nordosten in das Gaulital hinunter.
Nördlich des Berges liegt der Gauligletscher, östlich vom Grienbärgligrat der Grienbärgligletscher, der noch um 2000 als seitlicher Zustrom den Gauligletscher erreichte (im Gebiet des heutigen Gaulisees), seither jedoch wegen des starken Abschmelzens von diesem getrennt ist. 800 Meter unter der Südwestwand des Ewigschneehorns bewegt sich der Lauteraargletscher gegen Südosten, wo er zusammen mit dem Finsteraargletscher den Unteraargletscher bildet. Ein im 19. Jahrhundert an dieser Bergflanke des Ewigschneehorns noch ausgedehnter Hanggletscher ist so wie auch das Firnfeld am Berggipfel inzwischen fast ganz verschwunden.
Das Ewigschneehorn befindet sich nahe an der geologischen Trennlinie zwischen zwei wegen der Alpenfaltung steil gestellten Gesteinszonen des Aarmassivs. Sein Gipfel und der oberste Grienbärgligrat gehören zur Erstfeld-Zone, die aus verschiedenen Gneistypen besteht und sich unter dem Gauli- und dem Lauteraargletscher zu den nächsten Bergreihen fortsetzt; östlich von Innertkirchen prägt diese Formation unter anderem auch die Landschaft des Gletschervorfelds Trift. Am Südostgrat zum Gaulipass schliesst die Ferden-Guttannen-Zone an, zu der auch der grösste Teil des Grienbärglis gehört, und nur etwas mehr als einen Kilometer weiter südöstlich folgt das Gebiet des Zentralen Aare-Granits.

## Name
Der Bergname Ewigschneehorn wurde im Zuge der amtlichen Vermessung der Berner Alpen im 19. Jahrhundert geprägt, als die Kartografen parallel zur Vermessung der Landschaft auch viele Flurnamen erhoben und in den Landeskarten festhielten. Noch 1827 erwähnte Markus Lutz den Berg über dem Gauligletscher in einer Reisebeschreibung mit dem einfacheren Namen Schneehorn und nannte ihn etwas später dann dem Berner Oberländer Dialekt besser angepasst Schneewiges Horn. Die Bezeichnung passte zur Erscheinung des Berges, der im Unterschied zu vielen benachbarten, steilen Felsengipfeln einen zum höchsten Punkt ansteigenden Berghang aufweist, der weit bis in das 20. Jahrhundert stets von einer Schneekuppe bedeckt war. Da für die Schweizer Landeskarten in der Anfangszeit systematisch viele mundartliche Namen verhochdeutscht wurden, scheint das Adjektiv schneewig (im Schnee gelegen) mit ewigem Schnee (Schnee, der nicht schmilzt; Firn) verwechselt worden zu sein, was dann zum amtlichen Bergnamen führte.

## Schutzgebiete
Das Lauteraartal bildet bis zum Grat mit dem Ewigschneehorn hinauf einen Abschnitt des Naturschutzgebiets Grimsel. Der Bergrücken des Grienbärglis ist ein Teil der hochalpinen Auenlandschaft Gauligletscher, die das Gletschervorfeld des Grienbärgli-, des Gauli- und des Hubelgletschers sowie den Gletscher im Hindertellti umfasst und im Bundesinventar der Auengebiete von nationaler Bedeutung verzeichnet ist.
Am Grienbärgli hat sich eine seltene hochalpine Pflanzengemeinschaft entwickelt. In diesem Biotop ist der höchste Standort des Deutschen Fransenenzians nachgewiesen.

## Alpinismus
Die Normalroute zum Ewigschneehorn führt von der Ostseite ab der Gaulihütte über das Grienbärgli. Ein anderer Zugang von Süden beginnt bei der Lauteraarhütte und geht zuerst über den Unteraar- und den Lauteraargletscher, von dort über rasenbewachsene Hänge und Fels zum Gaulipass hinauf und dann über Blockschutt und Firn zum Gipfel.
Die erste bekannte Besteigung des Bergs durch den Geologen Eduard Desor ist von 1841 überliefert.
Die Nordostseite des Ewigschneehorns eignet sich für Skitouren von der Gaulihütte aus.